# Universitat de Múrcia

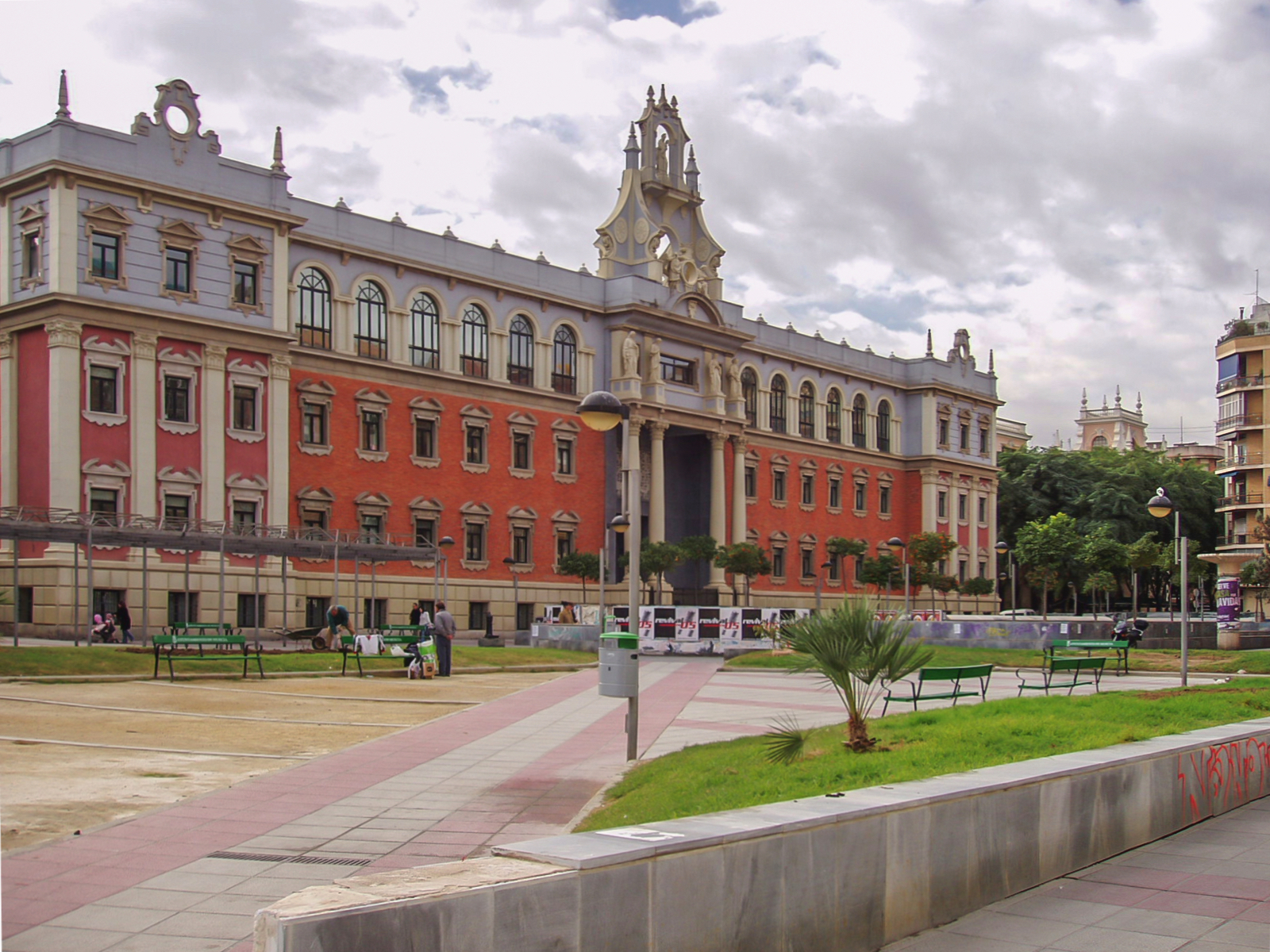
Facultat de la Merced

La Universitat de Múrcia és una universitat d'aproximadament 38.000 estudiants a Múrcia, Espanya. Es troba distribuïda en tres campus: 
- La Merced: el campus original en ple centre de la ciutat.
- Espinardo: és el campus més gran, al nord del municipi.
- Campus de Ciencias de la Salud: Situat al costat de l'Hospital Universitari Verge de la Arrixaca. Actualment en construcció, però que ja compta amb les instal·lacions del pavelló docent.

Altre campus ja està en funcionament en San Javier on s'imparteixen ensenyaments relacionats amb l'esport. Està previst un campus en Llorca.
La Universitat de Múrcia conta també amb tres centres adscrits: l'Escola Universitària d'Infermeria de Cartagena, la titularitat de la qual correspon a la Comunitat Autònoma, l'Escola Universitària de Turisme de Múrcia i el Centre ISEN, a Cartagena, en el qual s'imparteixen la Diplomatura en Relacions Laborals i la Llicenciatura en Ciències del Treball.

## Rectors de la Universitat de Múrcia
- Andrés Baquero Almansa (07/10/1915 al 07/01/1916)
- Vicente Llovera Codorniu (01/1916 al 23/04/1918)
- José Loustau i Gómez de la Membrillera (04/1918 hasta 05/1929 y de 1930 a 1939)
- Recaredo Fernández de Velasco y Calvo (29/05/1929 al 05/05/1930)
- Jesús Mérida Pérez (01/04/1939 al 18/03/1944)
- Manuel Batlle Vázquez (19/03/1944 a 1975)
- Francisco Sabater García (1975 a 1980)
- José Antonio Lozano Teruel (1980 a 1984)
- Antonio Soler Andrés (05/1984 a 05/1990)
- Juan Roca Guillamón (05/1990 a 05/1994)
- Juan Monreal Martínez (1994 a 1998)
- José Ballesta Germán (1998 a 2006)
- José Antonio Cobacho Gómez (04/2006 a ...)

## Campus de La Merced
Situat en el centre de Múrcia, entre els carrers Obispo Frutos, Doctor Fleming i Santo Cristo, en ell es troben les Facultats de Dret i de Lletres.
També se situa allí la Biblioteca Antonio Nebrija, el Paranimf, l'Àrea de Gestió Acadèmica i el Servei d'Informació Universitari.

## Campus de Espinardo
Situat en les localitats de Espinardo i El Puntal, s'arriba a ell a través de l'autovia A-30, o bé per l'Avinguda de Juan Carlos I.
En ell es troben les facultats de Belles Arts, Biologia, Ciències del Treball, Comunicació i Documentació, Economia i Empresa, Educació, Filosofia, Informàtica, Matemàtiques, Medicina, Psicologia, Química i Veterinària, així com les Escoles Universitàries d'Infermeria, Òptica i Optometria i Treball Social.
A més compta amb diverses instal·lacions esportives, un camp de futbol, una piscina coberta, l'edifici del Centre d'Edafologia i Biologia Aplicada del Segura (CEBAS), el Centre Social Universitari (CSU), el Centre d'Investigació en Òptica Biofotònica i Nanofísica, l'edifici d'ÁTICA, l'Hospital Veterinari i la Biblioteca General, entre moltes altres instal·lacions.
Són tres els seus aularis: l'Aulari Giner dels Rius, l'Aulari General i l'Aulari Nord.

## Campus de San Javier
Situat en aquesta població a la vora del Mar Menor, en ell està situada la Facultat de Ciències de l'Esport.
Escoles universitàries i facultats
Escoles universitàries
- Escola Universitària d'Infermeria
- Escola Universitària de Treball Social
- Escola Universitària de Turisme de Múrcia (Adscrita)
- Escola Universitària d'Infermeria de Cartagena (Adscrita)
- Escola Universitària d'Òptica i Optometria[2]
- ISEN Formació Universitària (Adscrit / Antic Pérez de Lema)

Facultats
- Facultat de Belles Arts
- Facultat de Biologia
- Facultat de Ciències de l'Esport
- Facultat de Ciències del Treball
- Facultat de Comunicació i Documentació
- Facultat de Dret
- Facultat d'Economia i Empresa
- Facultat d'Educació
- Facultat de Filosofia
- Facultat d'Informàtica
- Facultat de Lletres
- Facultat de Matemàtiques
- Facultat de Medicina
- Facultat de Psicologia
- Facultat de Química
- Facultat de Veterinària

## Noves Titulacions de Grau (adaptades al EEES)

### Ciències Socials i Jurídiques
- Grau en Administració i Adreça d'Empreses (ADE)
- Grau en Criminologia *Grau en Dret *Grau en Economia
- Grau en Grau en Educació Social
- Grau en Mestre d'Educació Infantil
- Grau en Mestre d'Educació Primària
- Grau en Pedagogia
- Grau en Relacions Laborals i Recursos Humans
- Grau en Treball Social
- Grau en Turisme
- Programa d'Estudis Simultanis ADE i Dret

### Ciències de la Salut
- Grau en Infermeria
- Grau en Farmàcia
- Grau en Òptica i Optometria
- Grau en Psicologia
- Grau en Logopèdia

### Ciències
- Grau en Biologia
- Grau en Ciències Ambientals
- Grau en Biotecnologia
- Grau en Física
- Grau en Química
- Grau en Bioquímica
- Grau en Matemàtiques
- Grau en Ciència i Tecnologia dels Aliments

### Art i Humanitats
- Grau en Belles Arts
- Grau en Estudis Francesos
- Grau en Estudis Anglesos
- Grau en Filologia Clàssica
- Grau en Filosofia
- Grau en Geografia i Ordenació del Territori
- Grau en Història *Grau en Història de l'Art
- Grau en Llengua i Literatura Espanyoles
- Grau en Traducció i Interpretació

### Enginyeries i Arquitectura
- Grau en Informàtica
- Grau en Enginyeria Química

## Llicenciatures i Diplomatures

### Ciències de la Salut

#### Diplomatures
- Diplomatura en Logopèdia (en extinció)
- Diplomatura en Infermeria (en extinció)
- Diplomatura en Fisioteràpia

#### Llicenciatures de primer i segon cicle
- Llicenciatura en Medicina
- Llicenciatura en Odontologia
- Llicenciatura en Veterinària

### Ciències Experimentals

#### Diplomatures
- Diplomatura en Òptica i Optometria (en extinció)

#### Llicenciatures de primer i segon cicle
- Llicenciatura en biologia (en extinció)
- Llicenciatura en ciències ambientals (en extinció)
- Llicenciatura en física (en extinció)
- Llicenciatura en matemàtiques (en extinció)
- Llicenciatura en química (en extinció)

#### Llicenciatures de segon cicle
- Llicenciatura en bioquímica
- Llicenciatura en Ciència i Tecnologia dels Aliments

### Humanitats

#### Llicenciatures de primer i segon cicle
- Llicenciatura en Belles Arts (en extinció)
- Llicenciatura en Filologia Clàssica (en extinció)
- Llicenciatura en Filologia Francesa (en extinció)
- Llicenciatura en Filologia Hispànica (en extinció)
- Llicenciatura en Filologia Anglesa (en extinció)
- Llicenciatura en Filosofia (en extinció)
- Llicenciatura en Geografia (en extinció)
- Llicenciatura en Història (en extinció)
- Llicenciatura en Història de l'Art (en extinció)
- Llicenciatura en Traducció i Interpretació (en extinció)

### Ciències Socials i Jurídiques

#### Diplomatures
- Diplomatura en Biblioteconomia i Documentació
- Diplomatura en Ciències Empresarials (en extinció)
- Diplomatura en Educació Social (en extinció)
- Diplomatura en Gestió I Administració Pública
- Diplomatura en Relacions Laborals (en extinció)
- Diplomatura en Treball Social (en extinció)
- Diplomatura en Turisme (en extinció)
- Magisteri: Especialitat Educació Especial (en extinció)
- Magisteri: Especialitat Educació Física (en extinció)
- Magisteri: Especialitat Educació Infantil (en extinció)
- Magisteri: Especialitat Educació Musical (en extinció)
- Magisteri: Especialitat Educació Primària (en extinció)
- Magisteri: Especialitat Llengua Estrangera (Francès) (en extinció)
- Magisteri: Especialitat Llengua Estrangera (Anglès) (en extinció)

#### Llicenciatures de primer i segon cicle
- Llicenciatura en Ciències de l'Activitat Física i de l'Esport
- Llicenciatura en Administració i Adreça d'Empreses (en extinció)
- Llicenciatura en Dret (en extinció)
- Llicenciatura en Economia (en extinció)
- Llicenciatura en Pedagogia (en extinció)
- Llicenciatura en Psicologia(en extinció)
- Itinerari conjunt: Administració i Adreça d'Empreses - Dret (en extinció)
- Primer cicle comú: Llicenciatura en Ciències Polítiques i de l'Administració i Llicenciatura en Sociologia

#### Llicenciatures de segon cicle
- Llicenciatura en Ciències del Treball
- Llicenciatura en Ciències Polítiques i de l'Administració
- Llicenciatura en Criminologia
- Llicenciatura en Documentació
- Llicenciatura en Investigació i Tècniques de Mercat
- Llicenciatura en Periodisme
- Llicenciatura en Psicopedagogia
- Llicenciatura en Publicitat i Relacions Públiques
- Llicenciatura en Sociologia

### Ensenyaments Tècnics

#### Enginyeries Tècniques
- Enginyeria Tècnica en Informàtica de Gestió (en extinció)
- Enginyeria Tècnica en Informàtica de Sistemes (en extinció)

#### Enginyeries Superiors
- Enginyeria en informàtica (en extinció)
- Enginyeria química (en extinció)

## Estudis Oficials de Postgrau
- Anàlisi, Gestió I Conservació d'Ambients Mediterranis
- Antropologia Social
- Arqueologia Aplicada: Gestió professional i Estratègies d'Investigació en Patrimoni Arqueològic
- Bioètica i Biodret
- Biologia de Peixos
- Biologia Molecular i Biotecnologia
- Biologia i Tecnologia de la Reproducció en Mamífers
- Ciències Clíniques en Medicina
- Ciències de l'Empresa
- Ciències Odontologicas i Estomatológicas
- Ciència Penal i Criminologia
- Ciències de la Visió (interuniversitari)
- Ciències Forenses
- Cuidats a Pacients d'Anestèsia i Vigilància Intensiva
- Desenvolupament Econòmic i Cooperació Internacional
- Adreça d'Empreses (MBA
- Direcció i gestió de Recursos Humans
- Docència i Innovació Educativa
- Exercici Físic, Salut i Dependència
- Envelliment
- Filosofia
- Finances
- Física de la Matèria Condensada i Nanotecnologia (interuniversitari)
- Gestió de la Qualitat en Serveis de Salut
- Gestió i Planificació del Desenvolupament Local i l'Ocupació
- Gestió i Sanitat de la Fauna Silvestre
- Història Comparada: passat i present de les relacions socials, familiars i de gènere a Europa i Amèrica Llatina
- Integració i Modulació de Senyals en Biomedicina
- Intervenció Social i Mediació (interuniversitari)
- Informàtica i Matemàtica aplicades en Ciències i Enginyeria
- Enginyeria Química
- Investigació i Gestió del Patrimoni Històrico-Artístic i Cultural
- Investigació i producció artística
- Literatura Comparada Europea
- Llengua i Lingüística Angleses: aplicacions acadèmiques i professionals
- Màrqueting
- Matemàtiques
- Medicina i Reproducció Animal
- Neurociència
- Porcinocultura Professional i Científica: un nou ordre zootècnic
- Prevenció de Riscos Laborals
- Productivitat i Sanitat Vegetal: Avanços Fisiològics i Biotecnològics
- Psicologia
- Química (interdepartamental)
- Química Agrícola
- Química Teòrica i Modelització Computacional
- Salut Pública
- Sociologia. Anàlisi i Gestió social
- Tecnologia, Gestió I Administració de l'Aigua (TAYGA)
- Tecnologia d'Aliments, Nutrició i Bromatologia
- Tecnologies de la Informació i Telemàtica Avançades
- Tècniques i Mètodes Actuals en Comunicació i Documentació

## Universitat d'estiu
Des de fa més de 20 anys, la Universitat Internacional del Mar, amb seus en tota la Regió de Múrcia, ve celebrant cursos de promoció educativa amb un notable èxit i acceptació entre els alumnes de la Universitat de Múrcia, així com alumnes d'altres universitats i tota mena de persones interessades en aquests cursos.

## Doctors Honoris Causa[3]
Vegeu Llista de doctors honoris causa per la Universitat de Múrcia
- Narciso García Yepes (Facultat de Lletres) 1977
- Rafael Méndez Martínez (Facultat de Medicina) 1982
- Joan Miró (Facultat de Lletres) (Nomenat, encara que no investit) 1983
- Luis Federico Valenciano Gayá (Facultat de Medicina) 1983
- Emeterio Cuadrado Díaz (Facultat de Lletres) 1985
- José María Jover Zamora 1985
- Jorge Luis Borges (Facultat de Lletres) (Nomenat, encara que no investit) 1985
- Alfonso Escámez López (Facultat de Ciències Econòmiques) 1987
- Luna B. Leopold (Facultat de Lletres) 1988
- Hannu Vuori (Facultat de Medicina) 1989
- Arthur C. Guyton (Facultat de Medicina) 1989
- Gonzalo Sobejano (Facultat de Lletres) 1989
- Ernesto Sábato(Facultat de Lletres) 1989
- Manuel Alvar López (Facultat de Lletres) 1994
- Francisco Rabal Valera (Facultat de Lletres) 1995
- Mario Vargas Llosa (Facultat de Lletres) 1995
- Federico Mayor Zaragoza (Facultat de Medicina) 1997
- Ramón Gaya Pomés (Facultat de Lletres) 1999
- Yasir Arafat (Nomenat, encara que no investit) 1999
- José Luis Pinillos Díaz (Facultat de Psicologia) 2002
- Valentín Fuster Carulla (Facultat de Medicina) 2002
- Antonio Truyol y Serra (Facultat de Dret) 2004 In memoriam
- Margarita Salas Falgueras (Facultat de Biologia) 2003
- Alfonso Ortega Carmona (Facultat de Lletres) 2004
- Pedro Cano Hernández (Facultat de Lletres) 2005
- John B. Thornes (Facultat de Lletres) 2006
- Jacob Iasha Sznajder (Facultat de Medicina) 2007
- Alfredo Montoya Melgar (Facultat de Dret) 2008
- Antonio Campillo Párraga (Facultat de Belles Arts) 2008
- Manuel Albaladejo García (Facultat de Dret) 2009

## Publicacions
- Editum: Edicions de la Universitat de Múrcia